# Raztoka (dopływ Koszarawy)
Raztoka – potok, lewy dopływ Koszarawy w Beskidzie Żywieckim.
Wypływa w dolinie wcinającej się w północne podnóża szczytów Kiczora i Kiczora Niżna i spływa na północ, w końcowym odcinku skręcając na północny zachód. Lewe zbocza doliny Raztoki tworzy masyw Gawrońca (Gawrańca), prawe zbocza Kiczory Niżnej i Grapy. Cały zlewnia i cały bieg potoku Raztoka to tereny porośnięte lasem w granicach miejscowości Świnna w województwie śląskim, w powiecie żywieckim, w gminie Świnna, jedynie niewielki odcinek przed ujściem znajduje się na granicy Świnny ze wsią Pewel Mała. Uchodzi do Koszarawy na wysokości 398 m u północnych podnóży Gawrońca.
Doliną wzdłuż potoku Raztoka prowadzi droga leśna i odcinek leśnej ścieżki dydaktycznej mającej swój początek przy parkingu nad Koszaraweą we wsi Pewel Mała. Nad lewym brzegiem Raztoki, u podnóży Gawrońca znajduje się Kaplica w Kiełbasowie.